# 八木晴彦
八木 晴彦（やぎ はるひこ）は、関西を中心に活動する放送作家。関西在住。明石家さんま、島田紳助、今田耕司、東野幸治、AKB48、宮根誠司、高田純次、上沼恵美子、藤井隆、フットボールアワー、ブラックマヨネーズ、久本雅美などの番組を担当している。

## 現在の担当番組

### テレビ番組
- 痛快!明石家電視台（毎日放送）
- 情報ライブ ミヤネ屋（読売テレビ制作・日本テレビ系）
- 土曜はダメよ!（読売テレビ）
- なるほどプレゼンター!花咲かタイムズ（CBCテレビ）
- ゴゴスマ -GO GO!Smile!-（CBCテレビ）

## 過去の担当番組

### テレビ番組
- 中川家ん!（毎日放送）
- ランキンの楽園（毎日放送）
- スタぴか! THOSE★AMAZING★KIDS!（読売テレビ制作）
- キスだけじゃイヤッ!（読売テレビ/1997年10月-2006年3月）⇒以後はスペシャル番組として放送予定。
- ごぶごぶ（毎日放送）
- BRAVO!（読売テレビ）
- クヮンガクッ（毎日放送、関西ローカル）
- ?マジっすか!（毎日放送、関西ローカル）
- オ・サ・ム（毎日放送制作）
- ジャイケルマクソン（毎日放送制作）
- 真夜中パンチィ（毎日放送）
- マチャミ&なるみのいただき!ナハ〜レ（読売テレビ）
- マチャミ&なるみのぶっちゃけ!ナハ〜レ（読売テレビ）
- 知っとこ!（毎日放送・TBS系）
- 来る来るミラクル（中部日本放送）
- AKBと××!（2010年7月13日 - 2016年3月22日、読売テレビ）
- ノブナガ（CBCテレビ）
- おかわり!ごはんリレー（CBCテレビ）
- 幸せの黄色い仔犬（中京テレビ）
- ソガのプワジ（毎日放送）